# Todd Pearson
Todd Robert Pearson  (ur. 25 listopada 1977) – australijski pływak. Trzykrotny medalista olimpijski.
Specjalizował się w stylu dowolnym. Brał udział w dwóch igrzyskach (IO 2000, IO2004), na obu olimpiadach zdobywał medale. Wszystkie trzy swoje medale wywalczył w konkurencjach sztafetowych, choć w tylko jednej konkurencji brał udział w finale (4x200 m w 2000). Był także członkiem zwycięskich drużyn sztafetowych na mistrzostwach świata w 2001 (Fukuoka).